# Ботино (Московская область)
Ботино — деревня в Рузском районе Московской области, входящая в состав сельского поселения Старорузское. Население — 0 чел. (2010). До 2006 года Ботино входило в состав Старорузского сельского округа.
Деревня расположена в юго-восточной части района, по правому берегу Москвы-реки, примерно в 13 км к юго-востоку от Рузы, высота центра деревни над уровнем моря 185 м. Ближайшие населённые пункты — Белобородово в 1 км восточнее, Красотино в 0,5 км на север и Ожигово — на противоположном берегу реки. Через деревню проходит региональная автодорога 46К-1152 Звенигород — Колюбакино — Нестерово.

## Население
| 2002 | 2006 | 2010 |
| ---- | ---- | ---- |
| 10   | →10  | ↘0   |